# Pettyes búvárcsibe
A pettyes búvárcsibe (Podica senegalensis) a madarak osztályának darualakúak (Gruiformes) rendjébe, a búvárcsibefélék (Heliornithidae) családjába és a Podica nemhez tartozó egyetlen faj.

## Előfordulása
Afrikában a Szaharától délre honos. Fákkal és bokrokkal tarkított folyó- és tópartok lakója.

## Alfajai
- Podica senegalensis senegalensis – (Vieillot, 1817)
- Podica senegalensis somereni – (Chapin, 1954)
- Podica senegalensis camerunensis – (Sjöstedt, 1893)
- Podica senegalensis petersii – (Hartlaub, 1852)

## Megjelenése
Testhossza 50-58 centiméter. Csőre keskeny és hegyes. Tollazatán pöttyös mintázat van. Lába és csőre piros színű.

## Életmódja
Kitűnő úszók, könnyen buknak a víz alá, úszás közben a testük szinte teljesen elmerül a felszínen, csak nyakuk és fejük látszik ki a vízből. Rejtőzkődő életmódot folytat, a talajon és a vízben keresgéli rovarokból és kisebb állatokból álló táplálékát.

## Szaporodása
Párzási időszaka változik, általában az esős évszakra esik.A víz fölé építi gallyakból és fűből készített fészkét. Fészekalja 2 tojásból áll, melyen csak a tojó kotlik. A csibék a kikelés után pár nappal elhagyják a fészket.

## Külső hivatkozás
- Képek az interneten a fajról
- Ibc.lynxeds.com - videó a fajról